# Lampa szczelinowa

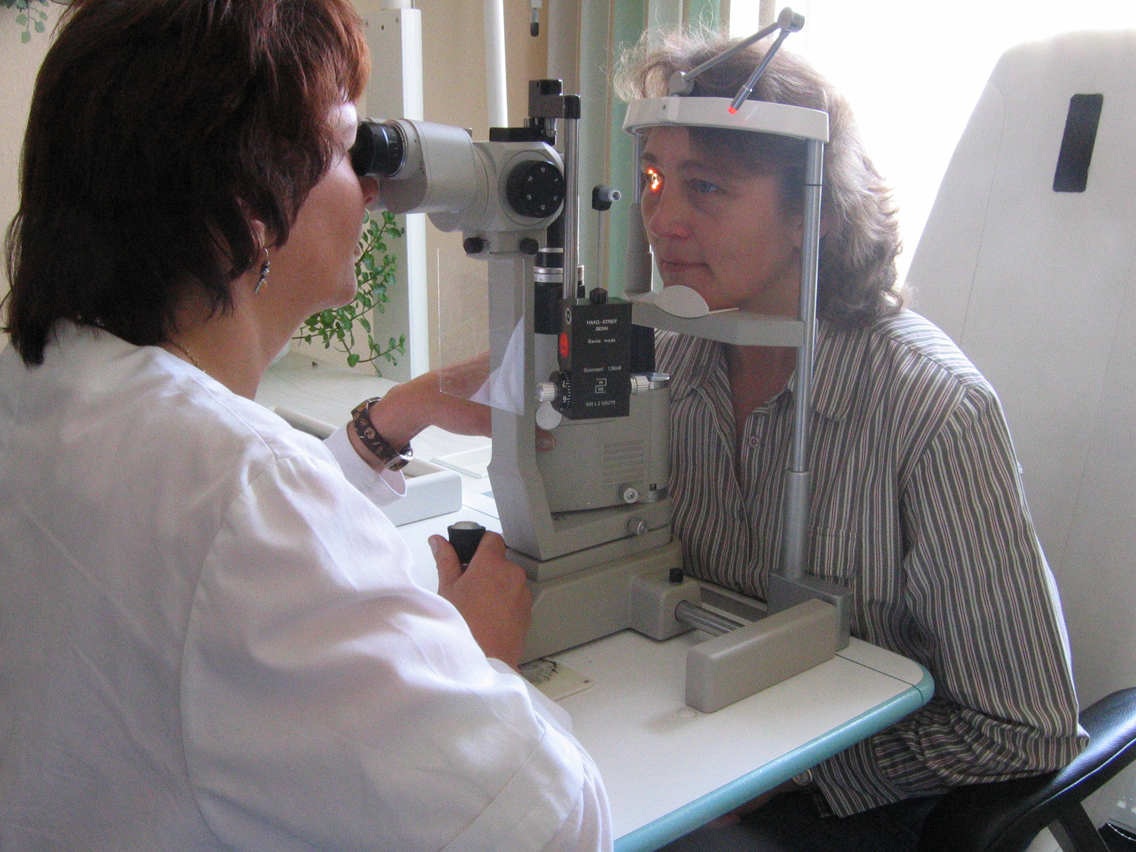

Obraz zaćmy w lampie szczelinowej

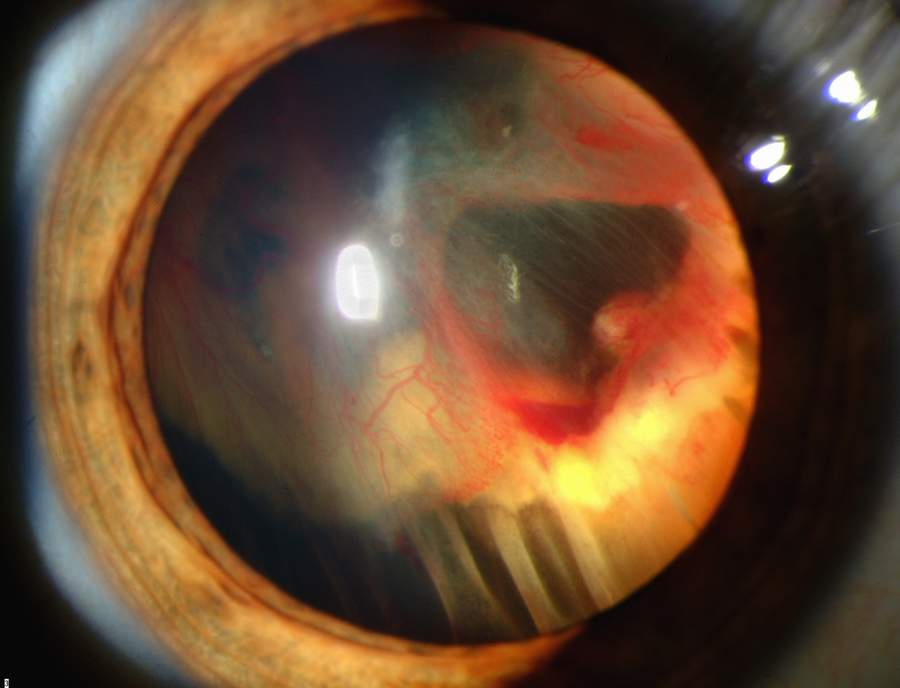
Zdjęcie z lampy szczelinowej pokazujące odwarstwienie siatkówki u pacjenta z chorobą von Hippla-Lindaua

Lampa szczelinowa – przyrząd medyczny składający się z silnego źródła światła połączonego z mikroskopem rogówkowym, pozwalający na badanie przede wszystkim struktur przedniego odcinka oka: powiek, twardówki, spojówek, tęczówki, soczewki i rogówki. Dwuokularowe badanie w lampie szczelinowej pozwala na szczegółową ocenę anatomii tych struktur oka i diagnozę wielu chorób narządu wzroku. Badanie w lampie szczelinowej w połączeniu ze specjalnymi soczewkami jak trójlustro Goldmanna, lustro gonioskopowe pojedyncze lub poczwórne (Zeiss), soczewki +90D, +78D, +66D i -56D (soczewka Hruby’ego) najdokładniej pozwala ocenić siatkówkę oka.
Niektóre choroby wykrywalne badaniem z użyciem lampy szczelinowej:
- zaćma
- zapalenie spojówek
- dystrofia Fuchsa
- stożek rogówki
- zwyrodnienie plamki żółtej
- presbyopia
- odwarstwienie siatkówki
- retinopatia barwnikowa
- zespół Sjögrena
- zapalenie naczyniówki
- choroba Wilsona (pierścień Kaysera-Fleischera)
- męty ciała szklistego

Wynalazcą i konstruktorem lampy szczelinowej był Allvar Gullstrand w 1911 roku.